# A New Day at Midnight
A New Day at Midnight – szósty album studyjny brytyjskiego muzyka Davida Graya. Ukazał się 28 października 2002 w Wielkiej Brytanii i 5 listopada 2002 w Stanach Zjednoczonych.
Single pochodzące z tego krążka to: "The Other Side" oraz "Be Mine". Utwór "Dead in the Water" został wydany jedynie w celach promocyjnych.
Album jest zadedykowany ojcu Davida Graya, Peterowi, który zmarł na raka w 2001 roku. Utwór zatytułowany "A New Day at Midnight", traktujący o narodzinach pierwszej córki muzyka, Ivy, został napisany w czasie nagrywania albumu, lecz nie znalazł się na nim (pojawia się dopiero na albumie Foundling w 2010 roku).

## Lista utworów
| 1.  | "Dead in the Water" – 3:07 (napisał: Gray) |  |
|     |                                            |  |
| 2.  | "Caroline" – 3:39 (Gray)                   |  |
|     |                                            |  |
| 3.  | "Long Distance Call" – 3:42 (Gray)         |  |
|     |                                            |  |
| 4.  | "Freedom" – 6:48 (Gray)                    |  |
|     |                                            |  |
| 5.  | "Kangaroo" – 3:32 (Gray)                   |  |
|     |                                            |  |
| 6.  | "Last Boat to America" – 4:50 (Gray)       |  |
|     |                                            |  |
| 7.  | "Real Love" – 4:40 (Gray, McClune)         |  |
|     |                                            |  |
| 8.  | "Knowhere" – 3:55 (Gray, Malone)           |  |
|     |                                            |  |
| 9.  | "December" – 3:35 (Gray)                   |  |
|     |                                            |  |
| 10. | "Be Mine" – 4:24 (Gray, McClune)           |  |
|     |                                            |  |
| 11. | "Easy Way to Cry" – 3:53 (Gray)            |  |
|     |                                            |  |
| 12. | "The Other Side" – 4:31 (Gray)             |  |
|     |                                            |  |
Na wydaniu japońskim pojawił się utwór bonusowy:
| 13. | "Lorelei" – 3:20 (Gray) |  |
|     |                         |  |

## Twórcy
- cała istrumentalizacja w wykonaniu Davida Graya i Craiga McClune
- Tony Shanaghan – śpiew na "Caroline" i "Kangaroo"
- Rob Malone – gitara basowa
- Tim Bradshaw – pianino
- B.J. Cole – elektryczna gitara stalowa na "Caroline"